# كولين أ. باتل
كولين أ. باتل (بالإنجليزية: Cullen A. Battle)‏ هو محامي أمريكي، ولد في 1 يونيو 1829 في مقاطعة هانكوك في الولايات المتحدة، وتوفي في 8 أبريل 1905 في غرينزبورو في الولايات المتحدة.